# Postroute Braunschweig–Blankenburg
Die Postroute Braunschweig–Blankenburg wurde als fahrende Post eingerichtet und verkehrte anfangs einmal wöchentlich. Sie verband die Orte Braunschweig und Blankenburg postmäßig miteinander. Dieser Artikel beschreibt die Entwicklung des Postwesens in den Orten Braunlage, Hasselfelde, Hohegeiß, Rübeland, Tanne, Walkenried und Zorge, die über diese Fahrpost versorgt wurden.

Auszug der Postkarte von dem Preußischen Staate 1828

## Fahrpost
„Die Braunschweigische Post geht von der Blankenburg in die Gebirge nach Hasselfelde. Hier teilt sich die Post nach Stollberg, Eisleben und Leipzig, nach Ilefeld und Nordhausen, oder über Trautenstein, Hohegeiß und Zorge nach Walkenried. Von Hasselfelde geht eine Straße nach Elbingerode, die aber nicht von der Post befahren wird. Die Halberstädtische Poststraße geht durch Wernigerode und Elbingerode nach Tanne, darauf über Benniktenstein ins Walkenriedsche und Hohensteinsche. Von Blankenburg aus über den Schieferberg nach Elbingerode, teils nach Hüttenrode, Neuwerk und Rübeland über die Lande und Tanne.
Eine sehr merkwürdige Heerstraße ist die, welche man vor 30 Jahren für Frachtfuhren von Braunschweig nach Sachsen, durch die Gebirge brach. Die ‚Neue Straße‘ steigt von Harzburg in drei Stunden bis zum Brockenkrug nach Oderbrück. Hier teilt sich die Straße nach Braunlage, oder über den Oderteichdamm nach Andreasberg und nach Clausthal sowie über Oderbrück im Tal der kalten Bode nach Schierke. Zu Braunlage ist die Hauptstraße wieder geteilt nach Tanne, Stollberg und Sachsen, als auch nach Hohegeiß, Rothehütte und Nordhausen, führt immer am Zoll vorbei.“
Anfang 1700 bemühte sich das Oberpostamt in Leipzig darum, eine Postverbindung mit Hamburg zu schaffen. Zusammen mit Braunschweig und Hannover wurden seit 1718 die Fahrten der gelben Kutschen von Braunschweig über Hessen, Blankenburg, Hasselfelde (von hier mit der vereinigten Nürnberger Kutsche) über Stolberg, Erfurt und Merseburg nach Leipzig durchgeführt. In Braunschweig hatte man mit der Herzoglichen Küchenpost Verbindung mit Hamburg.

### Blankenburg

Frühe Poststempel von Blankenburg

Schon um 1600 bestand eine Postverbindung von Braunschweig über Halberstadt und Blankenburg nach Leipzig. Ein Braunschweigisches Postamt wurde 1722 eingerichtet. Zudem gab es in Blankenburg bis 1790 ein Thurn und Taxissches Postamt. Unterschiedliche einzeilige Poststempel sind aus dieser Zeit bekannt.
„Die Stadt Blankenburg hat ein Postamt, welches die wöchentlich zweymal ankommende Posten besorgt. Nach Halberstadt, Quedlinburg und Wernigerode werden die Briefe durch Postboten fortgeschickt. Die Constributions-Freiheit genießt der Postfuhrmann, der die gelbe Gutsche von Blankenburg nach Hasselfelde fährt“.
Anfang 1700 suchte das Oberpostamt in Leipzig, eine Postverbindung mit Hamburg zu schaffen. Zusammen mit Braunschweig und Hannover wurden seit 1718 die Fahrten der gelben Kutschen von Braunschweig über Hessen, Blankenburg, Hasselfelde (von hier mit der vereinigten Nürnberger Kutsche) über Stolberg, Erfurt und Merseburg nach Leipzig durchgeführt. In Braunschweig hatte man Verbindung mit der Herzoglichen Küchenpost mit Hamburg.

### Rübeland

Frühe Poststempel von Rübeland

Das General-Circular Nr. XXXXIII (43) vom 28. Mai 1842 berichtet von der Errichtung einer Postcollection in Rübeland, „untergeordnet dem Postamt Blankenburg. Es galt die Taxe bis Blankenburg plus Binnenporto von 6 Pfg. für den einfachen Brief. Diejenigen Braunschweigischen Postanstalten, von denen die Postsendungen nach Rübeland mit Vorteil über Elbingerode geleitet werden können, also namentlich Walkenried, Zorge, Hohegeiß, Braunlage etc. haben die Taxe bis Elbingerode und außerdem das belegte Binnenporto in Francofällen nach den Grundsätzen der Königlich Hannoverschen Posttaxordnung zu erheben resp. zu vergüten.“ Von 1842 bis 1871 war der Hüttenpräceptor (Privatlehrer) Julius Heinrich Schaar(e) für den Postaustausch zuständig.
Es kann davon ausgegangen werden, dass zwischen 1846 und 1852 ein Zweikreisstempel mit Datumstrich in Gebrauch (Bade) war. Den Rechteckstempel von Rübeland konnte man nachweisen aber zeitlich nicht zuordnen. Zur Entwertung der Briefmarken erhielt Rübeland den Rostrautenstempel mit der Nummer „35“.
Das General-Circular LXVIII (65) vom 22. September 1846 berichtet von der Verwandlung der Post-Collectionen zu Rübeland in eine Postexpeditionen. Vom 1. Oktober an wurde aus den Postwärtern Schaar zu Rübeland ein Postexpediteur. Das Binnenporto betrug weiterhin ½ Ggr.
Den Adressbüchern zufolge wurde die Postexpedition in Rübeland 1880 in eine Postagentur umgewandelt. Postagenten sind bis 1893 genannt. Danach wird in Rübeland eine Postverwaltung bestanden haben.

### Hasselfelde

Frühe Poststempel von Hasselfelde

Anfang 1700 bemühte sich das Oberpostamt in Leipzig darum, eine Postverbindung mit Hamburg zu schaffen. Zusammen mit Braunschweig und Hannover wurden seit 1718 die Fahrten der gelben Kutschen von Braunschweig über Hessen, Blankenburg, Hasselfelde (von hier mit der vereinigten Nürnberger Kutsche) über Stolberg, Erfurt und Merseburg nach Leipzig durchgeführt. In Braunschweig hatte man mit der Herzoglichen Küchenpost Verbindung mit Hamburg.
Der Ort Hasselfelde hat ein Postamt, das die fahrende Post von Braunschweig besorgt.
Die ersten Poststempel wurden in der Zeit der westfälischen Post eingeführt. Hasselfelde gehörte zum Departement der Saale, Distrikt Blankenburg. Es wurden bis zu vier unterschiedliche Einzeiler-Stempel beschrieben. Zwischen 1810 und 1813 war Herr Koeler der Directeur expéditeur, der Postdirektor in Hasselfelde.
In der braunschweigischen Zeit gab es eine Postverwaltung in Hasselfelde, Postverwalter waren
der Postsekretär Friedrich Wilhelm Köhler (1833), Friedrich Wölbing (1834–62), Friedrich Wilhelm Dörries, (1862–64) und Wilhelm Dörries, (1865–77).
Im Jahre 1853 schaffte man einen Rechteckstempel an, mit Datum, Stern und Uhrzeit in Ziffern. Der Zweikreisstempel, bei dem zusätzlich die Jahreszahl enthalten ist, wurde erst 1863 in Betrieb genommen. Zur Entwertung der Postwertzeichen verwendete seit 1856 man den Rostrautenstempel mit der Nummer „20“ Die braunschweigische Post geht 1868 im Norddeutschen Postbezirk auf. Die Postverwaltung in Hasselfelde wird nun Post-Expedition. Zur Zeit der Reichspost 1872 umgewandelt in eine Post-Verwaltung um 1877 als Postamt II. Klasse zu fungieren.

### Tanne

Frühe Poststempel von Tanne

Das General-Circular Nr. XXVIII (28) vom 27. März 1838 verkündet die Errichtung einer Brief-Collektion in Tanne, „deren Geschäfte dem Kaufmanne Schröder übertragen worden ist. Mit derselben steht allein das Postamt Blankenburg in direktem Chartenwechsel und sind mithin die Gegenstände dahin von sämtlichen Herzogl. Postanstalten, mit Ausnahme von Hasselfelde, Walkenried, Zorge und Hohegeiß, bei denen es bei der bisherigen Leitung über Benneckenstein sein Bewenden behält, über Blankenburg zu senden. Als Taxe für Tanne ist die von Benneckenstein unter Zuschlag eines Binnenportos von 6 Pfg. für den einfachen Brief, welches letztere in Blankenburg zur Berechnung kommt, angenommen worden.“
1841 wurde der Einzeiler TANNE eingeführt, dem ein handschriftliches Zahlendatum beigesetzt wurde.
Am 1. Januar 1842 wurde die Postwärterei (Brief-Collection) in eine Postexpedition umgewandelt. Der Postverwalter und Händler H. Schröder (1840–52) blieb als Post-Expediteur im Amt. Nimmt man als Quelle die Adressbücher, so fand dieser Wechsel erst 1850 statt.
Im General-Circular Nr. LVIII vom 28. November 1844 heißt es Die Herzogliche Postexpedition zu Tanne betr. „Postexpediteur Spengler zum 1. Dezember wird auf eigenen Wunsch des Amtes enthoben, an seine Stelle ist der vormalige Postexpediteur Schröder wieder im Amt.“
1853 wurde der Rechteckstempel und ein Rechteckstempel „AUSGELIFERT“ in Gebrauch genommen. Zur Entwertung der Postwertzeichen (1856) verwendete man den Rostrautenstempel mit der Nummer „41“.
Anfang des Jahres 1867 wird die Fahrpost zwischen Hasselfelde und Walkenried aufgehoben und an deren Stelle zwischen Hasselfelde und Tanne eine Personenpost eingerichtet so verkündet die Nr. 306 der „Braunschweigische Anzeigen“ vom 18. Dezember 1866.
Folgt man den Adressbüchern, so bestand zwischen 1875 und 1886 eine Postagentur in Tanne. Postagenten waren Wilhelm Vogeley (1875–1882) und Carl Hahne (bis 1886). Für 1887 wird als Postverwalter der Postassistent Otto Schüßler als Leiter einer Postverwaltung benannt. Zwischen 1893 und 1899 war der Posthalter Kutschenreuter für die Pferde zuständig.

### Braunlage

Frühe Poststempel von Braunlage

Am 1. Oktober 1838 wurde die Herzoglich Braunschweigischen Post-Expedition zu Braunlage eröffnet. Postexpedient waren Johann Heinrich Bötticher (1838–52), Carl Spormann (1852–58) und Wilhelm Spormann (1858–79). Die Einrichtung stand in Zusammenhang mit „Anlegung Königl. Hannoverscher Fahrposten von Osterode über Clausthal, das Sonnenberger Weghaus, Braunlage und Elbingerode nach Blankenburg et vice versa.“
Auf Briefen findet man aus dieser Zeit den Einzeiler „Braunlage.“ mit Punkt. Ihm folgt 1847 ein Zweikreissehnenstempel, bei der das Datum handschriftlich einzutragen war. 1856 erhielt Braunlage einen Rechteckstempel mit Datum und Uhrzeit in Ziffern, getrennt durch einen Stern. Zur Entwertung der braunschweigischen Freimarken (ab 1856) war der Rostrautenstempel mit der Nummer „7“ in Verwendung.
Die Reichspost erhob 1884 die Postanstalt in Braunlage zum Postamt III. Klasse. Postverwalter wurde bis 1906 Ludwig Dickhut, seit 1905 Postsekretär. Die Postmeister Wilhelm Thies (1907–09) und Wilhelm Teus (1910–16) und die Postsekretäre Heinrich von Bostel (1912–14), und Robert Kemna (1915–16) waren die Nachfolger. Die Station zum Pferdewechsel in Braunlage leiteten die Posthalter August Müller (1848–97), H. Käsewieter (1898–1912) und Bernhard Penner (1913–1916).

### Hohegeiß

Frühe Poststempel von Hohegeiß

„Die Braunschweigische Post geht von Blankenburg nach Hasselfelde und teilt sich hier nach Hohegeiß und Zorge nach Walkenried.“
Ein Reiseführer von 1806 erläutert: „da die Poststraße von Braunschweig und Halberstadt hier durch nach Ellrich und Walkenried geht, so ist auch eine Postexpedition da. Wer nicht muss, suche das Übernachten, der schlechten Einrichtung halber, in Hohegeiß zu meiden.“ Die „Neue Harzstraße“ teilt sich in Braunlage nach Hohegeiß und Tanne.
Schon vor 1800 soll es eine Postanstalt in Hohegeiß gegeben haben, wahrscheinlich aber nur eine Postwärterei. Das General-Circular berichtet 1837, dass „es bei der bisherigen Leitung über Benneckenstein sein Bewenden behält.“
Am 1. September 1842 kam es zur Errichtung eines Zwischen-Relais zu Königskrug und einer Poststation zu Hohegeiß betr. „Entfernungen von Königskrug: Harzburg 2¾, Braunlage ½ und Hohegeiß 1¾ Meile. Entfernung von Hohegeiß: Nordhausen 3¼, Braunlage 1¼, Königskrug 1¼, Zorge 1, Walkenried 1½, Hasselfelde 2¼ und Tanne 1¼ Meilen. Postexpediteur in Hohegeiß wird der bisherige Postwärter Rath daselbst“.
Das Zwischen-Relais im Königskrug ist Ende 1844 zum sogenannten Torfhaus (Brokenkrug) verlegt worden. 1846 wird dokumentiert, dass die Leitung der Postexpedition zum 1sten September dem Ackerbürger Heinrich Berger übertragen wurde, er löste den Kaufmann Rath im Amt ab. Das entspricht auch den Angaben in den Adressbüchern.
1845 erhielt die Postexpedition den Zweikreisstempel mit Druckzahlen-Datum. Zur Entwertung der Postwertzeichen verwendete man ab 1856 den Rostrautenstempel mit der Nummer „23“. Die Post-Expedition wurde 1871 in eine Post-Agentur umgewandelt. Bis 1883 war Fritz Voigt Postagent.

### Walkenried

Frühe Poststempel von Walkenried

Im Jahre 1137 wurde in Walkenried ein Zisterzienser Kloster eingeweiht. Eine erste Post vermutet man im 18. Jahrhundert, sicher haben Boten schon viel früher Briefe besorgt. Der älteste bekannte Brief mit handschriftlicher Ortsangabe stammt von 1747.
„Die Braunschweigische Post geht von Blankenburg nach Hasselfelde und teilt sich hier nach Hohegeiß und Zorge nach Walkenried.“
Während der westphälischen Zeit (1808–1813) wird Walkenried weder als Postort noch wird ein Postbeamter genannt.
Vom Jahre 1820 liegt ein Brief mit einem Einzeiler vor, der bis 1850 in Gebrauch gewesen sein soll, von 1840 bis 1850 mit handschriftlichem Zahlendatum.
In den Adressbüchern, beginnend 1833, wird der Amtsvoigt Heinrich Christian Glanz (1833–1851) als Postexpedient aufgeführt. Wann die Postexpedition eröffnete, konnte bisher nicht einwandfrei ermittelt werden. Theodor Becker (1857–1883) wird ab 1876 als Postverwalter genannt, was auf eine Umwandlung der Postexpedition in eine Postverwaltung schließen lässt.
Ein Zweikreisstempel mit Druckzahlen war seit 1848 im Einsatz. Die Briefmarken wurden ab 1856 mit dem Rostrautenstempel „46“ entwertet.
In der Nummer 306 der Braunschweigischen Anzeigen vom 28. November 1866 war zu lesen:
„Anfang des Jahres wird die Fahrpost zwischen Hasselfelde und Walkenried aufgehoben und an deren Stelle zwischen Hasselfelde und Tanne eine Personenpost eingerichtet.“

### Zorge

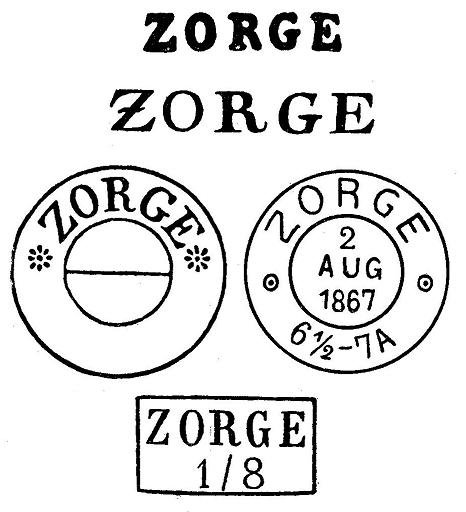
Frühe Poststempel von Zorge

Zorge verdankt sein Bestehen einer Kupferhütte, die im 16. Jahrhundert im Betrieb war und um die sich dann der Ort entwickelte.
„Die Braunschweigische Post geht von Blankenburg nach Hasselfelde und teilt sich hier nach Hohegeiß und Zorge nach Walkenried.“
„Zum Stift Walkenried gehört das Dorf Zorge, worin ein Postamt ist, dass die Braunschweigische und halberstädtische Post besorgt.“
In einem Reiseführer von 1806 können wir lesen: „da die Poststraße von Braunschweig und Halberstadt hier durch nach Ellrich und Walkenried geht, so ist auch eine Postexpetition da. Wer nicht muss, suche das Übernachten, der schlechten Einrichtung halber, in Hohegeiß zu meiden“.
Auch für Zorge berichten die Adressbücher ab 1833 vom Postexpedienten Albert Heinrich Otto Cramer (1833–1838). 1884 muss die Postexpedition in eine Postagentur unter dem Postagenten Friedrich Neugebohren (1884–1897) herabgestuft worden sein. Nach 1908 taucht kein Postler mehr in den Adressbücher auf.